# وجن
وجن (به لاتین: Vejen) یک منطقهٔ مسکونی در دانمارک است که در وجن واقع شده‌است. وجن ۸٫۵۳ کیلومتر مربع مساحت و ۹٬۸۵۳ نفر جمعیت دارد.